# Helenów Pierwszy (gmina Kramsk)
Helenów Pierwszy – wieś w Polsce położona w województwie wielkopolskim, w powiecie konińskim, w gminie Kramsk.
| SIMC    | Nazwa | Rodzaj    |
| ------- | ----- | --------- |
| 0288490 | Gać   | część wsi |

Helenów Pierwszy wraz z jego częścią zamieszkuje 249 osób. Helenów Pierwszy wraz ze swą częścią wsi tworzy samodzielne sołectwo Helenów Pierwszy. W latach 1975–1998 miejscowość administracyjnie należała do województwa konińskiego.